# Deputati della II legislatura della Repubblica Italiana
Questo elenco riporta i nomi dei deputati della II legislatura della Repubblica Italiana dopo le elezioni politiche del 1953.

## Gruppi
| Gruppi                                              | Inizio | Fine |
| --------------------------------------------------- | ------ | ---- |
| Democratico Cristiano (22 luglio)                   | 262    | 260  |
| Comunista (22 luglio)                               | 143    | 142  |
| Socialista (27 luglio)                              | 75     | 75   |
| Partito Nazionale Monarchico (27 luglio)            | 39     | 23   |
| Movimento Sociale Italiano (22 luglio)              | 29     | 23   |
| Partito Socialista Democratico Italiano (22 luglio) | 19     | 18   |
| Liberale (22 luglio)                                | 14     | 14   |
| Partito Monarchico Popolare (Dal 25 ottobre 1956)   | -      | 17   |
| Misto (22 luglio)                                   | 9      | 15   |
| Totale                                              | 590    | 587  |

In relazione a questa tornata elettorale, il sito del ministero dell'interno, nell'indicare il numero di seggi attribuito a ciascuna lista, tiene conto delle rettifiche operate dalla Camera in sede di verifica dei poteri; segnatamente, sconta la sottrazione di un seggio al Partito Liberale Italiano (13 seggi) a vantaggio della Democrazia Cristiana (263 seggi). In conseguenza di tale rettifica, in data 28.07.1954 fu dichiarato decaduto Giuseppe Alpino, già eletto nelle liste del PLI nel collegio di Torino, e proclamato Antonio Cavalli, primo dei non eletti nelle liste della DC nel collegio di Brescia.

## Ufficio di presidenza

### Presidente
- Giovanni Gronchi (DC) (abbandona la carica il 28 aprile 1955)
- Giovanni Leone (DC) (eletto il 10 maggio 1955)

### Vicepresidenti
- Giovanni Leone (DC) (abbandona la carica il 10 maggio 1955)
- Gaetano Martino (PLI) (abbandona la carica il 10 febbraio 1954)
- Ferdinando Targetti (PSI)
- Edoardo D'Onofrio (PCI)
- Cino Macrelli (Misto) (eletto il 5 marzo 1954)
- Giuseppe Rapelli (DC) (eletto il 27 settembre 1955)

### Questori
- Domenico Chiaramello (PSDI)
- Pio Alessandrini (DC)
- Giulio Turchi (PCI)

### Segretari
- Guido Ceccherini (PSDI) (abbandona la carica il 7 luglio 1955)
- Tarcisio Longoni (DC)
- Emanuele Guerrieri (DC) (abbandona la carica il 22 maggio 1957)
- Ercole Rocchetti (DC) (abbandona la carica il 17 agosto 1953)
- Mario Marino Guadalupi (PSI)
- Antonio Giolitti (Misto) (abbandona la carica il 25 settembre 1957)
- Renzo Laconi (PCI)
- Crescenzo Mazza (DC) (eletto il 20 agosto 1953, abbandona la carica il 9 luglio 1955)
- Gustavo De Meo (DC) (eletto il 27 settembre 1955, abbandona la carica il 22 maggio 1957)
- Umberto Sampietro (DC) (eletto il 24 luglio 1957)
- Lorenzo Biasutti (DC) (eletto il 24 luglio 1957)
- Nunzio Caroleo (PNM) (eletto il 24 settembre 1957)
- Pietro Amendola (PCI) (eletto il 9 ottobre 1957)

### Altri membri
- Giuliana Nenni (PSI)

## Composizione storica
| Deputato                        | Collegio   | Gruppo (lista) |
| ------------------------------- | ---------- | -------------- |
| Alessandro Agrimi               | Lecce      | DC             |
| Franco Aimi                     | Parma      | DC             |
| Adelio Albarello                | Verona     | PSI            |
| Flavio Albizzati                | Milano     | PSI            |
| Salvatore Aldisio               | CUN        | DC             |
| Pio Alessandrini                | Como       | DC             |
| Mario Alicata                   | Catanzaro  | PCI            |
| Giovanni Alliata di Montereale  | CUN        | PNM            |
| Giorgio Almirante               | CUN        | MSI            |
| Giuseppe Alpino                 | Torino     | PLI            |
| Leonetto Amadei                 | Pisa       | PSI            |
| Luigi Amato                     | Napoli     | PNM            |
| Alfredo Amatucci                | Benevento  | DC             |
| Giorgio Amendola                | CUN        | PCI            |
| Pietro Amendola                 | Benevento  | PCI            |
| Ferdinando Amiconi              | Campobasso | PCI            |
| Biagio Andò                     | Catania    | PSI            |
| Giulio Andreotti                | Roma       | DC             |
| Filippo Anfuso                  | CUN        | MSI            |
| Armando Angelini                | Pisa       | DC             |
| Ludovico Angelini               | Lecce      | PCI            |
| Paolo Angelino                  | Cuneo      | PSI            |
| Mario Angelucci                 | Perugia    | PCI            |
| Nicola Angelucci                | Roma       | DC             |
| Giovanni Maria Angioy           | Cagliari   | MSI            |
| Dario Antoniozzi                | Catanzaro  | DC             |
| Giuseppe Arcaini                | Milano     | DC             |
| Egidio Ariosto                  | Brescia    | PSDI           |
| Mario Assennato                 | Bari       | PCI            |
| Walter Audisio                  | Cuneo      | PCI            |
| Ennio Avanzini                  | Mantova    | DC             |
| Quirico Baccelli                | Pisa       | DC             |
| Maria Badaloni                  | Roma       | DC             |
| Vittorio Badini Confalonieri    | Cuneo      | PLI            |
| Torquato Baglioni               | Siena      | PCI            |
| Gino Baldassari                 | Pisa       | PCI            |
| Giovanni Baltaro                | Torino     | PCI            |
| Filippo Barattolo               | Bari       | PNM            |
| Salvatore Barberi               | Catania    | PNM            |
| Orazio Barbieri                 | Firenze    | PCI            |
| Giorgio Bardanzellu             | Cagliari   | PNM            |
| Vittorio Bardini                | Siena      | PCI            |
| Silvano Baresi                  | Udine      | DC             |
| Anelito Barontini               | Genova     | PCI            |
| Ugo Bartesaghi                  | Como       | DC             |
| Attilio Bartole                 | Parma      | DC             |
| Giuseppe Basile                 | Catania    | PNM            |
| Guido Basile                    | Catania    | PLI            |
| Lelio Basso                     | Milano     | PSI            |
| Adele Bei Ciufoli               | Ancona     | PCI            |
| Giuseppe Belotti                | Brescia    | DC             |
| Gino Beltrame                   | Udine      | PCI            |
| Cesare Bensi                    | Como       | PSI            |
| Lodovico Benvenuti              | Mantova    | DC             |
| Antonio Berardi                 | Perugia    | PSI            |
| Mario Berlinguer                | Cagliari   | PSI            |
| Alcide Berloffa                 | Trento     | DC             |
| Guido Bernardi                  | Milano     | PSI            |
| Marzio Bernardinetti            | Perugia    | DC             |
| Antonio Bernieri                | Pisa       | PCI            |
| Giovanni Bersani                | Bologna    | DC             |
| Giuseppe Berti                  | Palermo    | PCI            |
| Virginio Bertinelli             | Como       | PSDI           |
| Firmino Bertone                 | Milano     | DC             |
| Alfredo Berzanti                | Udine      | DC             |
| Mario Bettinotti                | Genova     | PSDI           |
| Giuseppe Bettiol                | Verona     | DC             |
| Francesco Giorgio Bettiol       | Udine      | PCI            |
| Mario Bettoli                   | Udine      | PSI            |
| Nullo Biaggi                    | Brescia    | DC             |
| Loris Biagioni                  | Pisa       | DC             |
| Michele Bianco                  | Potenza    | PCI            |
| Lorenzo Biasutti                | Udine      | DC             |
| Teodoro Bigi                    | Parma      | PCI            |
| Priamo Bigiandi                 | Siena      | PCI            |
| Luigi Bima                      | Cuneo      | DC             |
| Giuseppe Bogoni                 | Lecce      | PSI            |
| Giuseppe Mario Boidi            | Ancona     | DC             |
| Arrigo Boldrini                 | Bologna    | PCI            |
| Bartolomeo Bolla                | Genova     | DC             |
| Corrado Bonfantini              | Torino     | PSDI           |
| Uberto Bonino                   | CUN        | PNM            |
| Oreste Bonomelli                | Brescia    | PSI            |
| Paolo Bonomi                    | Roma       | DC             |
| Margherita Bontade              | Palermo    | DC             |
| Gina Borellini                  | Parma      | PCI            |
| Raimondo Borsellino             | Palermo    | DC             |
| Giambattista Bosco Lucarelli    | Benevento  | DC             |
| Giovanni Bottonelli             | Bologna    | PCI            |
| Giovanni Bovetti                | Torino     | DC             |
| Aldo Bozzi                      | Roma       | PLI            |
| Uberto Breganze                 | Verona     | DC             |
| Giacomo Brodolini               | Ancona     | PSI            |
| Giuseppe Brusasca               | Cuneo      | DC             |
| Teodoro Bubbio                  | Cuneo      | DC             |
| Brunetto Bucciarelli-Ducci      | Siena      | DC             |
| Giuseppe Bufardeci              | Catania    | PCI            |
| Pietro Buffone                  | Catanzaro  | DC             |
| Arturo Burato                   | Verona     | DC             |
| Alessandro Buttè                | Milano     | DC             |
| Aldo Buzzelli                   | Milano     | PCI            |
| Carlo Buzzi                     | Parma      | DC             |
| Francesco Cacciatore            | Benevento  | PSI            |
| Edmondo Caccuri                 | Bari       | DC             |
| Raffaele Cafiero                | Napoli     | PNM            |
| Italo Giulio Caiati             | Lecce      | DC             |
| Giuseppe Calabrò                | Catania    | MSI            |
| Pacifico Calandrone             | Genova     | PCI            |
| Giacomo Calandrone              | Catania    | PCI            |
| Giuseppe Sebastiano Calasso     | Lecce      | PCI            |
| Ettore Calvi                    | Milano     | DC             |
| Ludovico Camangi                | Roma       | Misto (PRI)    |
| Pietro Campilli                 | Roma       | DC             |
| Francesco Candelli              | Lecce      | PCI            |
| Roberto Cantalupo               | Roma       | PNM            |
| Francesco Capacchione           | CUN        | PSI            |
| Enzo Capalozza                  | Ancona     | PCI            |
| Paolo Cappa                     | Genova     | DC             |
| Giuseppe Cappi                  | Mantova    | DC             |
| Carla Capponi                   | Roma       | PCI            |
| Renato Cappugi                  | Firenze    | DC             |
| Massimo Caprara                 | Napoli     | PCI            |
| Antonio Capua                   | Catanzaro  | PLI            |
| Agilulfo Caramia                | CUN        | PNM            |
| Antonio Carcaterra              | Bari       | DC             |
| Nunzio Caroleo                  | Catanzaro  | PNM            |
| Giuseppe Caronia                | Catania    | DC             |
| Gennaro Cassiani                | Catanzaro  | DC             |
| Bruno Castellarin               | Verona     | PSDI           |
| Giuseppe Castelli Avolio        | L'Aquila   | DC             |
| Edgardo Castelli                | Milano     | DC             |
| Alberto Cavaliere               | Milano     | PSI            |
| Stefano Cavaliere               | Bari       | PNM            |
| Vincenzo Cavallari              | Bologna    | PCI            |
| Nicola Cavallaro                | Catania    | DC             |
| Alberto Mario Cavallotti        | Milano     | PCI            |
| Severino Cavazzini              | Verona     | PCI            |
| Guido Ceccherini                | Udine      | PSDI           |
| Mario Ceravolo                  | Catanzaro  | DC             |
| Giulio Cerreti                  | Firenze    | PCI            |
| Ennio Cervellati                | Bologna    | PCI            |
| Vittorio Cervone                | Roma       | DC             |
| Domenico Chiaramello            | CUN        | PSDI           |
| Egidio Chiarini                 | Brescia    | DC             |
| Raffaele Chiarolanza            | Napoli     | PNM            |
| Maria Chieco Bianchi            | Bari       | PNM            |
| Claudio Cianca                  | Roma       | PCI            |
| Carlo Cibotto                   | Verona     | DC             |
| Maria Lisa Cinciari Rodano      | Roma       | PCI            |
| Amerigo Clocchiatti             | Parma      | PCI            |
| Giuseppe Codacci Pisanelli      | Lecce      | DC             |
| Domenico Coggiola               | Torino     | PCI            |
| Domenico Colasanto              | Napoli     | DC             |
| Francesco Colitto               | CUN        | PLI            |
| Aurelio Angelo Colleoni         | Brescia    | DC             |
| Carlo Colognatti                | Udine      | MSI            |
| Emilio Colombo                  | Potenza    | DC             |
| Angelo Compagnoni               | Roma       | PCI            |
| Franco Concas                   | Venezia    | PSI            |
| Francesco Concetti              | Ancona     | DC             |
| Elisabetta Conci                | Trento     | DC             |
| Bruno Corbi                     | L'Aquila   | PCI            |
| Giacomo Corona                  | Udine      | DC             |
| Achille Corona                  | Ancona     | PSI            |
| Guido Cortese                   | Napoli     | PLI            |
| Pasquale Cortese                | Palermo    | DC             |
| Mario Cotellessa                | L'Aquila   | DC             |
| Benedetto Cottone               | Palermo    | PNM            |
| Alfredo Covelli                 | CUN        | PNM            |
| Olindo Cremaschi                | Parma      | PCI            |
| Alfredo Cucco                   | CUN        | MSI            |
| Cesare Curcio                   | Catanzaro  | PCI            |
| Ivano Curti                     | Parma      | PSI            |
| Antonino Cuttitta               | Palermo    | PNM            |
| Antonio Da Villa                | Venezia    | DC             |
| Maria Pia Dal Canton            | Venezia    | DC             |
| Ferdinando D'Ambrosio           | Napoli     | DC             |
| Emilio D'Amore                  | Benevento  | PNM            |
| Antonio Daniele                 | Lecce      | PNM            |
| Antonino Dante                  | Catania    | DC             |
| Antonio Dazzi                   | Udine      | DC             |
| Ennio De Biagi                  | Ancona     | DC             |
| Michele De Capua                | Bari       | DC             |
| Raffaele De Caro                | Benevento  | PLI            |
| Danilo De' Cocci                | Ancona     | DC             |
| Giuseppe De Falco               | Benevento  | PNM            |
| Fabio De Felice                 | Perugia    | MSI            |
| Giuseppe Menotti De Francesco   | CUN        | PNM            |
| Alcide De Gasperi               | CUN        | DC             |
| Anna De Lauro Matera            | Bari       | PSI            |
| Beniamino De Maria              | Lecce      | DC             |
| Augusto De Marsanich            | L'Aquila   | MSI            |
| Francesco De Martino            | CUN        | PSI            |
| Carmine De Martino              | Benevento  | DC             |
| Fernando De Marzi               | Verona     | DC             |
| Ernesto De Marzio               | Bari       | MSI            |
| Gustavo De Meo                  | Bari       | DC             |
| Maria De Unterrichter Jervolino | Benevento  | DC             |
| Francesco De Vita               | CUN        | Misto (PRI)    |
| Cesare Degli Occhi              | Milano     | PNM            |
| Rinaldo Del Bo                  | Milano     | DC             |
| Massimo Del Fante               | L'Aquila   | PNM            |
| Ada Del Vecchio Guelfi          | Bari       | PCI            |
| Michele Del Vescovo             | Bari       | DC             |
| Carlo Delcroix                  | Bari       | PNM            |
| Ugo Della Seta                  | Roma       | PSI            |
| Umberto Delle Fave              | Ancona     | DC             |
| Ida d'Este                      | Venezia    | DC             |
| Francesco Aurelio Di Bella      | Palermo    | PNM            |
| Nicolò Di Bernardo              | Catania    | DC             |
| Pietro Di Giacomo               | Campobasso | PLI            |
| Gaetano Di Leo                  | Palermo    | DC             |
| Luigi Di Mauro                  | Palermo    | PCI            |
| Raffaele Di Nardo               | Napoli     | PSI            |
| Luigi Di Paolantonio            | L'Aquila   | PCI            |
| Giuseppe Di Prisco              | Verona     | PSI            |
| Agostino Di Stefano Genova      | Palermo    | MSI            |
| Giuseppe Di Vittorio            | CUN        | PCI            |
| Laura Diaz                      | Pisa       | PCI            |
| Romolo Diecidue                 | Firenze    | DC             |
| Francesco Maria Dominedò        | Roma       | DC             |
| Edoardo D'Onofrio               | Roma       | PCI            |
| Mario Dosi                      | Milano     | DC             |
| Gualtiero Driussi               | Udine      | DC             |
| Luigi Ducci                     | Genova     | PSI            |
| Eugenio Dugoni                  | Mantova    | PSI            |
| Anton Ebner                     | Trento     | Misto (PPST)   |
| Giovanni Elkan                  | Bologna    | DC             |
| Enrico Endrich                  | CUN        | MSI            |
| Giuseppe Ermini                 | Perugia    | DC             |
| Fulvio Fabbri                   | Como       | DC             |
| Arnaldo Fabriani                | L'Aquila   | DC             |
| Angelo Facchin                  | Trento     | DC             |
| Pietro Fadda                    | Cagliari   | DC             |
| Virgilio Failla                 | Catania    | PCI            |
| Guido Faletra                   | Palermo    | PCI            |
| Noverino Faletti                | Parma      | DC             |
| Cesare Augusto Fanelli          | Roma       | DC             |
| Amintore Fanfani                | Siena      | DC             |
| Vannuccio Faralli               | Genova     | PSI            |
| Paolo Alfonso Farinet           | Aosta      | DC             |
| Carlo Farini                    | Perugia    | PCI            |
| Domenico Ferrara                | Napoli     | DC             |
| Mario Ferrari Aggradi           | Venezia    | DC             |
| Pierino Luigi Ferrari           | Torino     | PNM            |
| Riccardo Ferrari                | Verona     | PLI            |
| Francesco Ferrari               | Mantova    | PSI            |
| Emanuele Ferraris               | Cuneo      | DC             |
| Pietro Ferreri                  | Milano     | DC             |
| Mauro Ferri                     | Siena      | PSI            |
| Luigi Filosa                    | Catanzaro  | MSI            |
| Bortolo Eugenio Fina            | Verona     | DC             |
| Giosuè Fiorentino               | Palermo    | PSI            |
| Gisella Floreanini              | Torino     | PCI            |
| Vittorio Foa                    | Torino     | PSI            |
| Salvatore Foderaro              | Catanzaro  | DC             |
| Enrico Fogliazza                | Mantova    | PCI            |
| Alberto Folchi                  | Roma       | DC             |
| Aldovino Fora                   | Perugia    | PSI            |
| Palmiro Foresi                  | Firenze    | DC             |
| Nicola Foschini                 | Napoli     | MSI            |
| Carlo Francavilla               | Bari       | PCI            |
| Francesco Franceschini          | Venezia    | DC             |
| Giorgio Annibale Franceschini   | Bologna    | DC             |
| Renzo Franzo                    | Torino     | DC             |
| Luigi Camillo Fumagalli         | Brescia    | DC             |
| Vito Giuseppe Galati            | Catanzaro  | DC             |
| Luigi Michele Galli             | Como       | DC             |
| Nadia Gallico Spano             | Cagliari   | PCI            |
| Giuseppe Garlato                | Udine      | DC             |
| Remo Gaspari                    | L'Aquila   | DC             |
| Elena Gatti Caporaso            | Pisa       | PSI            |
| Eugenio Gatto                   | Venezia    | DC             |
| Matteo Gaudioso                 | Catania    | PSI            |
| Oreste Gelmini                  | Parma      | PCI            |
| Erisia Gennai Tonietti          | Milano     | DC             |
| Francesco Geraci                | Catanzaro  | PSI            |
| Giusto Geremia                  | Verona     | DC             |
| Pietro Germani                  | Roma       | DC             |
| Guglielmo Ghislandi             | Brescia    | PSI            |
| Antonio Giacone                 | Palermo    | PCI            |
| Giovanni Battista Gianquinto    | Venezia    | PCI            |
| Luigi Giglia                    | Palermo    | DC             |
| Antonio Giolitti                | Cuneo      | PCI            |
| Giovanni Giraudo                | Cuneo      | DC             |
| Salvatore Angelo Gitti          | Brescia    | DC             |
| Mario Gomez d'Ayala             | Napoli     | PCI            |
| Guido Gonella                   | Verona     | DC             |
| Natale Gorini                   | Bologna    | DC             |
| Dante Gorreri                   | CUN        | PCI            |
| Angela Gotelli                  | Genova     | DC             |
| Renato Gozzi                    | Verona     | DC             |
| Ezio Gray                       | Roma       | MSI            |
| Corrado Graziadei               | Napoli     | PCI            |
| Dante Graziosi                  | Torino     | DC             |
| Paolo Greco                     | Napoli     | PNM            |
| Luigi Grezzi                    | Potenza    | PCI            |
| Pietro Grifone                  | Benevento  | PCI            |
| Giovanni Grilli                 | Como       | PCI            |
| Guido Grimaldi                  | Napoli     | PNM            |
| Giovanni Gronchi                | Pisa       | DC             |
| Mario Marino Guadalupi          | CUN        | PSI            |
| Antonio Guariento               | Verona     | DC             |
| Filippo Guerrieri               | Genova     | DC             |
| Emanuele Guerrieri              | Catania    | DC             |
| Otto Guggenberg                 | Trento     | Misto (PPST)   |
| Marziano Guglielminetti         | Torino     | PSI            |
| Luigi Gui                       | Verona     | DC             |
| Fausto Gullo                    | Catanzaro  | PCI            |
| Renzo Helfer                    | Trento     | DC             |
| Francesco Infantino             | Catania    | MSI            |
| Pietro Ingrao                   | Roma       | PCI            |
| Gabriele Invernizzi             | Como       | PCI            |
| Leonilde Iotti                  | Parma      | PCI            |
| Attilio Iozzelli                | Roma       | DC             |
| Alberto Jacometti               | Torino     | PSI            |
| Natale Vasco Jacoponi           | Pisa       | PCI            |
| Mario Jannelli                  | Benevento  | MSI            |
| Angelo Raffaele Jervolino       | Napoli     | DC             |
| Ugo La Malfa                    | Bologna    | Misto (PRI)    |
| Vincenzo La Rocca               | Napoli     | PCI            |
| Letterio La Spada               | Catania    | PNM            |
| Renzo Laconi                    | Cagliari   | PCI            |
| Francesco Lami                  | Bologna    | PSI            |
| Domenico Larussa                | Catanzaro  | DC             |
| Domenico Latanza                | CUN        | MSI            |
| Domenico Leccisi                | Milano     | MSI            |
| Giovanni L'Eltore               | Roma       | PSDI           |
| Stefano Lenoci                  | Bari       | PSI            |
| Alberigo Lenza                  | Benevento  | PNM            |
| Giovanni Leone                  | Napoli     | DC             |
| Girolamo Li Causi               | CUN        | PCI            |
| Oreste Lizzadri                 | Roma       | PSI            |
| Carlo Lombardi                  | Milano     | PCI            |
| Riccardo Lombardi               | CUN        | PSI            |
| Ruggero Lombardi                | Venezia    | DC             |
| Pietro Lombari                  | Napoli     | DC             |
| Luigi Longo                     | Milano     | PCI            |
| Tarcisio Longoni                | Milano     | DC             |
| Ubaldo Lopardi                  | L'Aquila   | PSI            |
| Stellio Lozza                   | Cuneo      | PCI            |
| Roberto Lucifero d'Aprigliano   | Catanzaro  | PNM            |
| Roberto Lucifredi               | Genova     | DC             |
| Lucio Mario Luzzatto            | Venezia    | PSI            |
| Cino Macrelli                   | CUN        | Misto (PRI)    |
| Titta Madia                     | Catanzaro  | MSI            |
| Clemente Maglietta              | Napoli     | PCI            |
| Otello Magnani                  | Verona     | PSI            |
| Michele Magno                   | Bari       | PCI            |
| Giovanni Francesco Malagodi     | Milano     | PLI            |
| Alcide Malagugini               | Milano     | PSI            |
| Piero Malvestiti                | Milano     | DC             |
| Giacomo Mancini                 | Catanzaro  | PSI            |
| Aristodemo Maniera              | Ancona     | PCI            |
| Salvatore Mannironi             | Cagliari   | DC             |
| Raimondo Manzini                | Bologna    | DC             |
| Andrea Marabini                 | Bologna    | PCI            |
| Vittorio Marangone              | Udine      | PSI            |
| Spartaco Marangoni              | Verona     | PCI            |
| Achille Marazza                 | Milano     | DC             |
| Concetto Marchesi               | Venezia    | PCI            |
| Renata Marchionni Zanchi        | Firenze    | PCI            |
| Pasquale Marconi                | Parma      | DC             |
| Francesco Marenghi              | Parma      | DC             |
| Otello Marilli                  | Catania    | PCI            |
| Edoardo Marino                  | Palermo    | MSI            |
| Michele Marotta                 | Potenza    | DC             |
| Mario Martinelli                | Como       | DC             |
| Gaetano Martino                 | CUN        | PLI            |
| Edoardo Martino                 | Cuneo      | DC             |
| Anselmo Martoni                 | CUN        | PSDI           |
| Guido Martuscelli               | Benevento  | PCI            |
| Arturo Marzano                  | Lecce      | PNM            |
| Vittorio Emanuele Marzotto      | CUN        | PLI            |
| Luigi Masini                    | Brescia    | PSI            |
| Umberto Massola                 | Ancona     | PCI            |
| Giorgio Mastino Del Rio         | Roma       | DC             |
| Gesumino Mastino                | Cagliari   | DC             |
| Ida Matarazzo                   | Benevento  | PNM            |
| Bernardo Mattarella             | Palermo    | DC             |
| Giancarlo Matteotti             | CUN        | PSDI           |
| Matteo Matteotti                | Venezia    | PSDI           |
| Lionello Matteucci              | Perugia    | PSI            |
| Antonio Maxia                   | Cagliari   | DC             |
| Crescenzo Mazza                 | Napoli     | DC             |
| Guido Mazzali                   | Milano     | PSI            |
| Mario Melloni                   | Como       | DC             |
| Natale Menotti                  | Torino     | DC             |
| Claudio Merenda                 | Potenza    | DC             |
| Guido Merizzi                   | Como       | PSI            |
| Silvio Messinetti               | Catanzaro  | PCI            |
| Maria Vittoria Mezza            | Parma      | PSI            |
| Gennaro Miceli                  | Catanzaro  | PCI            |
| Filippo Micheli                 | Perugia    | DC             |
| Arturo Michelini                | Roma       | MSI            |
| Roberto Mieville                | Roma       | MSI            |
| Rocco Minasi                    | Catanzaro  | PSI            |
| Mario Montagnana                | Milano     | PCI            |
| Silvano Montanari               | Mantova    | PCI            |
| Vittorino Monte                 | Campobasso | DC             |
| Giulio Montelatici              | Firenze    | PCI            |
| Lodovico Montini                | Brescia    | DC             |
| Francesco Moranino              | Torino     | PCI            |
| Luigi Morelli                   | Como       | DC             |
| Aldo Moro                       | Bari       | DC             |
| Cino Moscatelli                 | Bologna    | PCI            |
| Filippo Murdaca                 | Catanzaro  | DC             |
| Francesco Murgia                | Cagliari   | DC             |
| Giuseppe Muscariello            | Napoli     | PNM            |
| Eugenio Musolino                | Catanzaro  | PCI            |
| Francesco Musotto               | Palermo    | PSI            |
| Francesco Napolitano            | Napoli     | DC             |
| Giorgio Napolitano              | Napoli     | PCI            |
| Lorenzo Natali                  | L'Aquila   | DC             |
| Aldo Natoli                     | Roma       | PCI            |
| Alessandro Natta                | Genova     | PCI            |
| Andrea Negrari                  | Pisa       | DC             |
| Pietro Nenni                    | CUN        | PSI            |
| Giuliana Nenni                  | Bologna    | PSI            |
| Italo Nicoletto                 | Brescia    | PCI            |
| Anna Nicolosi Grasso            | Palermo    | PCI            |
| Angelo Nicosia                  | Palermo    | MSI            |
| Teresa Noce Longo               | Brescia    | PCI            |
| Agostino Novella                | Genova     | PCI            |
| Silvio Ortona                   | Torino     | PCI            |
| Tarcisio Pacati                 | Brescia    | DC             |
| Randolfo Pacciardi              | CUN        | Misto (PRI)    |
| Salvatore Pagliuca              | Potenza    | DC             |
| Gian Carlo Pajetta              | Milano     | PCI            |
| Giuliano Pajetta                | Bologna    | PCI            |
| Renzo Pasini                    | Parma      | DC             |
| Giulio Pastore                  | Torino     | DC             |
| Agostino Pavan                  | Venezia    | DC             |
| Antonio Pecoraro                | Palermo    | DC             |
| Mario Pedini                    | Brescia    | DC             |
| Giuseppe Pella                  | Torino     | DC             |
| Filippo Pelosi                  | Bari       | PCI            |
| Dino Penazzato                  | Roma       | DC             |
| Valentino Perdonà               | Verona     | DC             |
| Sandro Pertini                  | Genova     | PSI            |
| Secondo Pessi                   | Genova     | PCI            |
| Raffaele Pio Petrilli           | Bari       | DC             |
| Giovanni Petrucci               | Palermo    | DC             |
| Attilio Piccioni                | Firenze    | DC             |
| Giovanni Pieraccini             | Firenze    | PSI            |
| Gaspare Pignatelli              | Lecce      | DC             |
| Francesco Pignatone             | Palermo    | DC             |
| Renzo Pigni                     | Como       | PSI            |
| Antonino Pino                   | Catania    | PCI            |
| Mariano Pintus                  | Cagliari   | DC             |
| Ignazio Pirastu                 | Cagliari   | PCI            |
| Giovanni Battista Pitzalis      | Cagliari   | DC             |
| Luigi Polano                    | Cagliari   | PCI            |
| Elettra Pollastrini             | Perugia    | PCI            |
| Cesare Pozzo                    | Verona     | MSI            |
| Luigi Preti                     | Bologna    | PSDI           |
| Angelo Priore                   | Lecce      | DC             |
| Vittorio Pugliese               | Catanzaro  | DC             |
| Gioacchino Quarello             | Torino     | DC             |
| Renato Quintieri                | Roma       | DC             |
| Leonello Raffaelli              | Pisa       | PCI            |
| Giuseppe Rapelli                | Torino     | DC             |
| Camilla Ravera                  | Torino     | PCI            |
| Pietro Reali                    | Bologna    | PCI            |
| Carlo Repossi                   | Como       | DC             |
| Raffaele Resta                  | Bari       | DC             |
| Carlo Luigi Ricca               | Mantova    | PSI            |
| Mario Ricci                     | Parma      | PCI            |
| Stefano Riccio                  | Napoli     | DC             |
| Achille Rigamonti               | Verona     | PSI            |
| Giuseppe Riva                   | Udine      | DC             |
| Antonio Roasio                  | Bologna    | PCI            |
| Giovanni Roberti                | CUN        | MSI            |
| Ercole Rocchetti                | L'Aquila   | DC             |
| Giuseppe Romanato               | Verona     | DC             |
| Bartolomeo Romano               | Palermo    | DC             |
| Giuseppe Romita                 | Cuneo      | PSDI           |
| Pino Romualdi                   | Roma       | MSI            |
| Carlo Ronza                     | Cuneo      | PSI            |
| Elio Rosati                     | Napoli     | DC             |
| Enrico Roselli                  | Brescia    | DC             |
| Emilio Rosini                   | Verona     | PCI            |
| Maria Maddalena Rossi           | Siena      | PCI            |
| Paolo Rossi                     | CUN        | PSDI           |
| Amedeo Rubeo                    | Roma       | PCI            |
| Leopoldo Rubinacci              | Napoli     | DC             |
| Angelo Rubino                   | Benevento  | PNM            |
| Mariano Rumor                   | Verona     | DC             |
| Carlo Russo                     | Genova     | DC             |
| Armando Sabatini                | Cuneo      | DC             |
| Dino Saccenti                   | Firenze    | PCI            |
| Walter Sacchetti                | Parma      | PCI            |
| Michele Sala                    | Palermo    | PCI            |
| Angelo Salizzoni                | Bologna    | DC             |
| Remo Sammartino                 | Campobasso | DC             |
| Giovanni Sampietro              | Torino     | PSI            |
| Umberto Sampietro               | Milano     | DC             |
| Vincenzo Sangalli               | Milano     | DC             |
| Luigi Renato Sansone            | Napoli     | PSI            |
| Fernando Santi                  | Parma      | PSI            |
| Vito Sanzo                      | Catanzaro  | DC             |
| Giuseppe Saragat                | CUN        | PSDI           |
| Domenico Sartor                 | Venezia    | DC             |
| Emanuela Savio                  | Torino     | DC             |
| Giovanni Battista Scaglia       | Brescia    | DC             |
| Oscar Luigi Scalfaro            | Torino     | DC             |
| Vito Scalia                     | Catania    | DC             |
| Remo Scappini                   | Bari       | PCI            |
| Carlo Scarascia-Mugnozza        | Lecce      | DC             |
| Sergio Scarpa                   | Torino     | PCI            |
| Mario Scelba                    | CUN        | DC             |
| Fernando Schiavetti             | Ancona     | PSI            |
| Guglielmo Schiratti             | Udine      | DC             |
| Giuseppe Schirò                 | Catania    | PCI            |
| Francesco Sciaudone             | Napoli     | PNM            |
| Raffaele Sciorilli Borrelli     | L'Aquila   | PCI            |
| Salvatore Scoca                 | Benevento  | DC             |
| Alessandro Scotti               | Cuneo      | Misto (PNM)    |
| Francesco Scotti                | Milano     | PCI            |
| Guido Secreto                   | Torino     | PSDI           |
| Giacomo Sedati                  | Campobasso | DC             |
| Antonio Segni                   | CUN        | DC             |
| Vincenzo Selvaggi               | Roma       | PNM            |
| Gabriele Semeraro               | Lecce      | DC             |
| Santo Semeraro                  | Lecce      | PCI            |
| Antonio Sensi                   | Catanzaro  | DC             |
| Renzo Silvestri                 | Roma       | PCI            |
| Alberto Simonini                | Parma      | PSDI           |
| Giovanni Sodano                 | Cuneo      | DC             |
| Tommaso Sorgi                   | L'Aquila   | DC             |
| Odo Spadazzi                    | Potenza    | PNM            |
| Enrico Spadola                  | Catania    | DC             |
| Giulio Spallone                 | L'Aquila   | PCI            |
| Bruno Spampanato                | Napoli     | MSI            |
| Enrico Sparapani                | Ancona     | DC             |
| Giuseppe Spataro                | CUN        | DC             |
| Pietro Sponziello               | Lecce      | MSI            |
| Albino Ottavio Stella           | Torino     | DC             |
| Ferdinando Storchi              | Verona     | DC             |
| Giovanni Battista Stucchi       | Milano     | PSI            |
| Fiorentino Sullo                | Benevento  | DC             |
| Fernando Tambroni Armaroli      | CUN        | DC             |
| Ferdinando Targetti             | Firenze    | PSI            |
| Leonildo Tarozzi                | Bologna    | PCI            |
| Paolo Emilio Taviani            | Genova     | DC             |
| Corrado Terranova               | Catania    | DC             |
| Alfonso Tesauro                 | Benevento  | DC             |
| Karl Tinzl                      | Trento     | Misto (PPST)   |
| Vittoria Titomanlio             | Napoli     | DC             |
| Palmiro Togliatti               | CUN        | PCI            |
| Giuseppe Togni                  | Pisa       | DC             |
| Mauro Tognoni                   | Siena      | PCI            |
| Giusto Tolloy                   | Bologna    | PSI            |
| Giovanni Tonetti                | Venezia    | PSI            |
| Egidio Tosato                   | Verona     | DC             |
| Renato Tozzi Condivi            | Ancona     | DC             |
| Emilio Trabucchi                | Milano     | DC             |
| Paolo Treves                    | Milano     | PSDI           |
| Michele Troisi                  | Bari       | DC             |
| Ferdinando Truzzi               | Mantova    | DC             |
| Giorgio Tupini                  | Ancona     | DC             |
| Giulio Turchi                   | Roma       | PCI            |
| Francesco Turnaturi             | Catania    | DC             |
| Gigliola Valandro               | Verona     | DC             |
| Athos Valsecchi                 | Como       | DC             |
| Tullio Vecchietti               | Roma       | PSI            |
| Giuseppe Vedovato               | Firenze    | DC             |
| Carlo Venegoni                  | Milano     | PCI            |
| Giuseppe Veronesi               | Trento     | DC             |
| Mario Vetrone                   | Benevento  | DC             |
| Ambrogio Viale                  | Genova     | DC             |
| Rodolfo Vicentini               | Brescia    | DC             |
| Gaetano Vigo                    | Catania    | DC             |
| Ezio Vigorelli                  | Milano     | PSDI           |
| Ruggero Villa                   | Roma       | DC             |
| Bruno Villabruna                | Torino     | PLI            |
| Vittorino Villani               | Benevento  | PCI            |
| Gennaro Villelli                | Catania    | MSI            |
| Ettore Viola                    | Roma       | PNM            |
| Carlo Vischia                   | Perugia    | DC             |
| Arturo Viviani                  | Siena      | DC             |
| Luciana Viviani                 | Napoli     | PCI            |
| Calogero Volpe                  | Palermo    | DC             |
| Riccardo Walter                 | Verona     | PCI            |
| Benigno Zaccagnini              | Bologna    | DC             |
| Fulvio Zamponi                  | Firenze    | PCI            |
| Amos Zanibelli                  | Mantova    | DC             |
| Emilio Zannerini                | Siena      | PSI            |
| Luigi Zanoni                    | Venezia    | DC             |
| Tommaso Zerbi                   | Milano     | DC             |

## Deputati surroganti proclamati eletti ad inizio legislatura
Di seguito i deputati proclamati eletti in surrogazione dei candidati plurieletti.
| Lista | Eletto surrogato   | Opzione | Subentrante               | Collegio  |
| ----- | ------------------ | ------- | ------------------------- | --------- |
| MSI   | Michele Barbaro    | Senato  | Luigi Filosa              | Catanzaro |
| PNM   | Agilulfo Caramia   | CUN     | Arturo Marzano            | Lecce     |
| PCI   | Arturo Colombi     | Senato  | Enrico Fogliazza          | Mantova   |
| PCI   | Armando Fedeli     | Senato  | Elettra Pollastrini       | Perugia   |
| PNM   | Gaetano Fiorentino | Senato  | Paolo Greco               | Napoli    |
| PNM   | Achille Lauro      | Senato  | Agilulfo Caramia          | CUN       |
| PNM   | Achille Lauro      | Senato  | Francesco Sciaudone       | Napoli    |
| PSI   | Emilio Lussu       | Senato  | Mario Berlinguer          | Cagliari  |
| PCI   | Michele Mancino    | Senato  | Luigi Grezzi              | Potenza   |
| PSI   | Francesco Mariani  | Senato  | Guido Merizzi             | Como      |
| PSI   | Rodolfo Morandi    | Senato  | Leonetto Amadei           | Pisa      |
| PSI   | Alceo Negri        | Senato  | Francesco Ferrari         | Mantova   |
| PSI   | Giuseppe Papalia   | Senato  | Stefano Lenoci            | Bari      |
| PCI   | Giacomo Pellegrini | Senato  | Francesco Giorgio Bettiol | Udine     |
| PCI   | Antonio Pesenti    | Senato  | Emilio Rosini             | Verona    |
| PCI   | Riccardo Ravagnan  | Senato  | Spartaco Marangoni        | Verona    |
| PCI   | Mauro Scoccimarro  | Senato  | Riccardo Walter           | Verona    |
| PCI   | Pietro Secchia     | Senato  | Antonio Bernieri          | Pisa      |
| PCI   | Umberto Terracini  | Senato  | Renata Marchionni Zanchi  | Firenze   |

1. 1 2  Proclamazione avvenuta in data 27 luglio 1953

## Modifiche intervenute

### Modifiche intervenute nella composizione dell'assemblea
| Uscente                      | Subentrante              | Lista  | Collegio       | Causa        | Data cessazione   | Data subentro     |
| ---------------------------- | ------------------------ | ------ | -------------- | ------------ | ----------------- | ----------------- |
| Antonio Da Villa             | Nerino Cavallari         | DC     | Venezia        | Decesso      | 6 novembre 1953   | 19 novembre 1953  |
| Giorgio Tupini               | Elio Ballesi             | DC     | Ancona         | Dimissioni   | 28 gennaio 1954   | 29 gennaio 1954   |
| Giambattista Bosco Lucarelli | Giovanni Perlingieri     | DC     | Benevento      | Decesso      | 22 aprile 1954    | 29 aprile 1954    |
| Fulvio Fabbri                | Celestino Ferrario       | DC     | Como           | Decesso      | 2 maggio 1954     | 6 maggio 1954     |
| Luigi Morelli                | Enrico Tosi              | DC     | Como           | Decesso      | 18 luglio 1954    | 22 luglio 1954    |
| Giuseppe Alpino              | Antonio Cavalli          | PLI/DC | Torino/Brescia | Annullamento | 28 luglio 1954    | 28 luglio 1954    |
| Alcide De Gasperi            | Mario Berry              | DC     | CUN/Lecce      | Decesso      | 19 agosto 1954    | 11 novembre 1954  |
| Enrico Endrich               | Italo Formichella        | MSI    | CUN/Catanzaro  | Dimissioni   | 18 gennaio 1955   | 21 febbraio 1955  |
| Roberto Mieville             | Giovanni De Totto        | MSI    | Roma           | Decesso      | 11 aprile 1955    | 15 aprile 1955    |
| Giovanni Gronchi             | Aldo Fascetti            | DC     | Pisa           | Dimissioni   | 11 maggio 1955    | 24 maggio 1955    |
| Giuseppe De Falco            | Olindo Preziosi          | PNM    | Benevento      | Decesso      | 25 settembre 1955 | 29 settembre 1955 |
| Giuseppe Cappi               | Gaetano Zanotti          | DC     | Mantova        | Dimissioni   | 15 dicembre 1955  | 16 dicembre 1955  |
| Giuseppe Castelli Avolio     | Filomena Delli Castelli  | DC     | L'Aquila       | Dimissioni   | 15 dicembre 1955  | 16 dicembre 1955  |
| Vittorino Monte              | Michele Camposarcuno     | DC     | Campobasso     | Annullamento | 15 febbraio 1956  | 14 marzo 1956     |
| Aldo Fascetti                | Primo Lucchesi           | DC     | Pisa           | Dimissioni   | 11 aprile 1956    | 13 aprile 1956    |
| Paolo Cappa                  | Luigi Durand de la Penne | DC     | Genova         | Decesso      | 26 giugno 1956    | 27 giugno 1956    |
| Concetto Marchesi            | Vittorio Ghidetti        | PCI    | Venezia        | Decesso      | 12 febbraio 1957  | 19 febbraio 1957  |
| Vincenzo Selvaggi            | Luigi Zuppante           | PNM    | Roma           | Decesso      | 10 marzo 1957     | 14 marzo 1957     |
| Emanuele Ferraris            | Giuseppe Armosino        | DC     | Cuneo          | Dimissioni   | 27 marzo 1957     | 28 marzo 1957     |
| Lionello Matteucci           | Filippo Di Filippo       | PSI    | Perugia        | Decesso      | 1 maggio 1957     | 6 giugno 1957     |
| Lodovico Benvenuti           | Ottorino Momoli          | DC     | Mantova        | Dimissioni   | 1 ottobre 1957    | 3 ottobre 1957    |
| Giuseppe Di Vittorio         | Gino Picciotto           | PCI    | CUN/Catanzaro  | Decesso      | 3 novembre 1957   | 13 novembre 1957  |
| Piero Malvestiti             | Bruno Fassina            | DC     | Milano         | Dimissioni   | 21 gennaio 1958   | 23 gennaio 1958   |
| Eugenio Dugoni               | Giovanni Mantovani       | PSI    | Mantova        | Dimissioni   | 21 gennaio 1958   | 23 gennaio 1958   |
| Gennaro Villelli             | Domenico Pettini         | MSI    | Catania        | Decesso      | 31 gennaio 1958   | 4 febbraio 1958   |
| Domenico Pettini             | Antonino La Russa        | MSI    | Catania        | Dimissioni   | 12 febbraio 1958  | 13 febbraio 1958  |
| Giuseppe Romita              | -                        | PSDI   | Cuneo          | Decesso      | 15 marzo 1958     | -                 |
| Luigi Zanoni                 | -                        | DC     | Venezia        | Decesso      | 20 aprile 1958    | -                 |
| Ugo Della Seta               | -                        | PSI    | Roma           | Decesso      | 25 maggio 1958    | -                 |

### Modifiche intervenute nella composizione dei gruppi

#### Gruppo democratico cristiano
- In data 28 luglio 1954 la consistenza del gruppo aumenta di un'unità per effetto della sottrazione di un seggio al Partito Liberale Italiano, a vantaggio della Democrazia Cristiana (a Giuseppe Alpino subentra Antonio Cavalli).
- In data 21 febbraio 1955 lasciano il gruppo Ugo Bartesaghi e Mario Melloni, che aderiscono al gruppo misto.
- In data 20 maggio 1958 la consistenza del gruppo diminuisce di un'unità per effetto della mancata surrogazione di Luigi Zanoni, cessato dal mandato.

#### Gruppo comunista
- In data 18 settembre 1957 lascia il gruppo Antonio Giolitti, che aderisce al gruppo misto.

#### Gruppo socialista
- In data 4 ottobre 1957 aderisce al gruppo Antonio Giolitti, proveniente dal gruppo misto.
- In data 25 maggio 1958 la consistenza del gruppo diminuisce di un'unità per effetto della mancata surrogazione di Ugo Della Seta, cessato dal mandato.

#### Partito Nazionale Monarchico
- In data 5 giugno 1954 lasciano il gruppo Raffaele Cafiero, Giuseppe De Falco, Paolo Greco e Guido Grimaldi, che aderiscono al gruppo misto.
- In data 15 giugno 1954 lasciano il gruppo Luigi Amato e Angelo Rubino, che aderiscono al gruppo misto.
- In data 16 giugno 1954 lascia il gruppo Raffaele Chiarolanza, che aderisce al gruppo misto.
- In data 30 giugno 1954 lascia il gruppo Odo Spadazzi, che aderisce al gruppo misto.
- In data 14 giugno 1955 lascia il gruppo Vincenzo Selvaggi, che aderisce al gruppo misto.
- In data 25 ottobre 1956 lascia il gruppo Massimo Del Fante, che aderisce al Partito Monarchico Popolare.
- In data 8 novembre 1956 lascia il gruppo Uberto Bonino, che aderisce al gruppo misto.
- In data 13 novembre 1956 aderisce al gruppo Angelo Rubino, proveniente dal gruppo misto.
- In data 6 dicembre 1956 lascia il gruppo Giuseppe Muscariello, che aderisce al Partito Monarchico Popolare.[4]
- In data 19 dicembre 1956 lascia il gruppo Giovanni Alliata Di Montereale, che aderisce al Partito Monarchico Popolare.
- In data 22 dicembre 1956 lascia il gruppo Benedetto Cottone, che aderisce al gruppo liberale.
- In data 24 settembre 1957 lascia il gruppo Letterio La Spada, che aderisce al gruppo misto.
- In data 12 novembre 1957 lascia il gruppo Giuseppe Menotti De Francesco, che aderisce al gruppo misto.
- In data 19 novembre 1957 lascia il gruppo Ettore Viola, che aderisce al Partito Monarchico Popolare.

#### Movimento Sociale Italiano
- In data 7 maggio 1954 lascia il gruppo Domenico Leccisi, che aderisce al gruppo misto.[5]
- In data 13 dicembre 1955 lascia il gruppo Mario Jannelli, che aderisce al gruppo misto.
- In data 14 dicembre 1955 lasciano il gruppo Fabio De Felice e Cesare Pozzo, che aderiscono al gruppo misto.
- In data 27 giugno 1957 aderisce al gruppo Domenico Leccisi, proveniente dal gruppo misto.
- In data 18 luglio 1957 lascia il gruppo Agostino Di Stefano Genova, che aderisce al gruppo misto.
- In data 25 luglio 1957 lascia il gruppo Luigi Filosa, che aderisce al gruppo misto.
- In data 10 ottobre 1957 lascia il gruppo Carlo Colognatti, che aderisce al Partito Monarchico Popolare.

#### Partito Socialista Democratico Italiano
- In data 15 marzo 1958 la consistenza del gruppo diminuisce di un'unità per effetto della mancata surrogazione di Giuseppe Romita, cessato dal mandato.

#### Gruppo liberale
- In data 28 luglio 1954 la consistenza del gruppo diminuisce di un'unità per effetto della sottrazione di un seggio al Partito Liberale Italiano, a vantaggio della Democrazia Cristiana (a Giuseppe Alpino subentra Antonio Cavalli).
- In data 13 dicembre 1955 lascia il gruppo Bruno Villabruna, che aderisce al gruppo misto.
- In data 22 dicembre 1956 aderisce al gruppo Benedetto Cottone, proveniente dal Partito Nazionale Monarchico.
- In data 9 ottobre 1957 aderisce al gruppo Luigi Zuppante, proveniente dal Partito Monarchico Popolare.

#### Partito Monarchico Popolare
- Il gruppo si costituisce in data 25 ottobre 1956 comprendendo 10 deputati: Luigi Amato, Raffaele Cafiero, Raffaele Chiarolanza, Paolo Greco, Guido Grimaldi, Mario Jannelli, Olindo Preziosi, Vincenzo Selvaggi e Odo Spadazzi, provenienti dal gruppo misto, nonché Massimo Del Fante, proveniente dal Partito Nazionale Monarchico.
- In data 6 dicembre 1956 aderisce al gruppo Giuseppe Muscariello, proveniente dal Partito Nazionale Monarchico.[4]
- In data 19 dicembre 1956 aderisce al gruppo Giovanni Alliata Di Montereale, proveniente dal Partito Nazionale Monarchico.
- In data 21 dicembre 1956 aderisce al gruppo Uberto Bonino, proveniente dal gruppo misto.
- In data 4 ottobre 1957 aderisce al gruppo Letterio La Spada, proveniente dal gruppo misto.
- In data 9 ottobre 1957 lascia il gruppo Luigi Zuppante [subentrato a Vincenzo Selvaggi], che aderisce al gruppo liberale.
- In data 10 ottobre 1957 aderisce al gruppo Carlo Colognatti, proveniente dal Movimento Sociale Italiano.
- In data 19 novembre 1957 aderisce al gruppo Ettore Viola, proveniente dal Partito Nazionale Monarchico.
- In data 3 dicembre 1957 aderisce al gruppo Agostino Di Stefano Genova, proveniente dal gruppo misto.
- In data 20 dicembre 1957 aderisce al gruppo Giuseppe Menotti De Francesco, proveniente dal gruppo misto.

#### Gruppo misto
- In data 7 maggio 1954 aderisce al gruppo Domenico Leccisi, proveniente dal Movimento Sociale Italiano.
- In data 5 giugno 1954 aderiscono al gruppo Raffaele Cafiero, Giuseppe De Falco, Paolo Greco e Guido Grimaldi, provenienti dal Partito Nazionale Monarchico.
- In data 15 giugno 1954 aderiscono al gruppo Luigi Amato e Angelo Rubino, provenienti dal Partito Nazionale Monarchico.
- In data 16 giugno 1954 aderisce al gruppo Raffaele Chiarolanza, proveniente dal Partito Nazionale Monarchico.
- In data 30 giugno 1954 aderisce al gruppo Odo Spadazzi, proveniente dal Partito Nazionale Monarchico.
- In data 21 febbraio 1955 aderiscono al gruppo Ugo Bartesaghi e Mario Melloni, provenienti dal gruppo democratico cristiano.
- In data 14 giugno 1955 aderisce al gruppo Vincenzo Selvaggi, proveniente dal Partito Nazionale Monarchico.
- In data 13 dicembre 1955 aderiscono al gruppo Mario Jannelli, proveniente dal Movimento Sociale Italiano, e Bruno Villabruna, proveniente dal gruppo liberale.
- In data 14 dicembre 1955 aderiscono al gruppo Fabio De Felice e Cesare Pozzo, provenienti dal Movimento Sociale Italiano.
- In data 25 ottobre 1956 lasciano il gruppo Luigi Amato, Raffaele Cafiero, Raffaele Chiarolanza, Paolo Greco, Guido Grimaldi, Mario Jannelli, Olindo Preziosi [subentrato a Giuseppe De Falco], Vincenzo Selvaggi e Odo Spadazzi, che aderiscono al Partito Monarchico Popolare.
- In data 8 novembre 1956 aderisce al gruppo Uberto Bonino, proveniente dal Partito Nazionale Monarchico.
- In data 13 novembre 1956 lascia il gruppo Angelo Rubino, che aderisce al Partito Nazionale Monarchico.
- In data 21 dicembre 1956 lascia il gruppo Uberto Bonino, che aderisce al Partito Monarchico Popolare.
- In data 27 giugno 1957 lascia il gruppo Domenico Leccisi, che aderisce al Movimento Sociale Italiano.
- In data 18 luglio 1957 aderisce al gruppo Agostino Di Stefano Genova, proveniente dal Movimento Sociale Italiano.
- In data 25 luglio 1957 aderisce al gruppo Luigi Filosa, proveniente dal Movimento Sociale Italiano.
- In data 18 settembre 1957 aderisce al gruppo Antonio Giolitti, proveniente dal gruppo comunista.
- In data 24 settembre 1957 aderisce al gruppo Letterio La Spada, proveniente dal Partito Nazionale Monarchico.
- In data 4 ottobre 1957 lasciano il gruppo Antonio Giolitti, che aderisce al gruppo socialista, e Letterio La Spada, che aderisce al Partito Monarchico Popolare.
- In data 12 novembre 1957 aderisce al gruppo Giuseppe Menotti De Francesco, proveniente dal Partito Nazionale Monarchico.
- In data 3 dicembre 1957 lascia il gruppo Agostino Di Stefano Genova, che aderisce al Partito Monarchico Popolare.
- In data 20 dicembre 1957 lascia il gruppo Giuseppe Menotti De Francesco, che aderisce al Partito Monarchico Popolare.